# Curiosity Killed the Cat
Curiosity Killed the Cat (Кьюрио́сити килд зе кэт) — британская поп-группа. Добилась успеха в британских чартах в конце 1980-х — начале 1990-х годов.
Как пишет музыкальный сайт AllMusic, группа была частью теперь забытого «Британского вторжения» конца 1980-х годов, когда такие британские группы, как «Johnny Hates Jazz», «Waterfront» и «Curiosity Killed the Cat» пытались «заманить американскую публику отполированной амальгамой голубоглазого соула и лёгкого фанка». В начале 1990-х басист покинул группу, и, объявленный как "Curiosity", они сотрудничали с Саймоном Коуэллом, записывая "Hang On in There Baby" на альбоме Back to Front

## Участники
- Бен Вольпельер-Пьеро – вокал (родился Мартин Бенедикт Вольпельер-Пьеро, 19 мая 1965, Эрлс Корт, Лондон)
- Джулиан Годфри Брукхаус – гитара (родился 15 мая 1963, Патни, Суррей)
- Ник Торп – бас-гитара, клавишные (родился Николас Бернард Торп, 25 октября 1964, Санбери-на-Темзе, Мидлсекс)
- Миги Драммонд – ударные (родился Мигель Джон Драммонд, 27 января 1964, Строберри Хилл, Мидлсекс)

Вокалист Бен Вольпельер-Пьеро был наиболее известен тем, что носил берет. Позже он рассказал, что на самом деле это была остроконечная рыбацкая шляпа, повернутая козырьком назад, так что она напоминала берет. Бена вице-президента (поскольку он был выставлен на нескольких сольных синглах в середине 1990-х) часто называли "Ben Vol-au-vent Parrot" в Smash Hits с 'Bendy Ben' (или 'Boozy Ben') также используется. Он также появился в качестве модели на Майк прочитал Pop Quiz.
В 1995 году Миги Драммонд и Ник Торп основали Голые записи которая была приобретена годом позже производителем программного обеспечения Eidos Plc.
Тоби Андерсон был соавтором всех треков и играл на клавишных на альбоме Keep Your Distance. Сессионный гитарист/клавишник Майк Макэвой (Майкл Дж. Макэвой) соавтор песен в альбом Getahead альбом и Toto Джефф Поркаро игралась на трех треках ("Cascade", "Can't Grow Trees on Money" и "Who Are You").

## Дискография
- См.«Curiosity Killed the Cat#Discography» в английском разделе.

Альбомы

#### Студийные альбомы
| Название                                                                                  | Подробности об альбоме                                         | Пиковые позиции в чартах | Пиковые позиции в чартах | Пиковые позиции в чартах | Пиковые позиции в чартах | Пиковые позиции в чартах | Пиковые позиции в чартах | Пиковые позиции в чартах | Пиковые позиции в чартах | Пиковые позиции в чартах | Пиковые позиции в чартах | Cертификаты    |
| Название                                                                                  | Подробности об альбоме                                         | UK                       | AUS                      | AUT                      | GER                      | IT                       | NL                       | NZ                       | SWE                      | SWI                      | US                       | Cертификаты    |
| ----------------------------------------------------------------------------------------- | -------------------------------------------------------------- | ------------------------ | ------------------------ | ------------------------ | ------------------------ | ------------------------ | ------------------------ | ------------------------ | ------------------------ | ------------------------ | ------------------------ | -------------- |
| Keep Your Distance                                                                        | - Релиз: 27 Aпреля 1987 - Лейбл: Mercury - Формат: CD, LP, MC  | 1                        | 47                       | 20                       | 29                       | 8                        | 9                        | 19                       | 32                       | 7                        | 55                       | - UK: Platinum |
| Getahead                                                                                  | - Релиз: 23 Oктября 1989 - Лейбл: Mercury - Формат: CD, LP, MC | 29                       | 136                      | —                        | —                        | 19                       | 90                       | —                        | —                        | —                        | —                        | - UK: Silver   |
| Back to Front                                                                             | - Релиз: 24 Марта 1994 - Лейбл: RCA/BMG - Формат: CD           | —                        | —                        | —                        | —                        | —                        | —                        | —                        | —                        | —                        | —                        |                |
| "—" обозначает релизы, которые не попали в чарты или не были выпущены на этой территории. |                                                                |                          |                          |                          |                          |                          |                          |                          |                          |                          |                          |                |

#### Сборники
| Название                             | Подробности об альбоме                                                           |
| ------------------------------------ | -------------------------------------------------------------------------------- |
| Their Very Best                      | - Релиз: 1990 - Лейбл: Pickwick Music - Формат: CD, MC                           |
| The Very Best Of                     | - Релиз: Сентябрь 1996 - Лейбл: Spectrum Music - Formats: CD                     |
| Down to Earth: The Collection        | - Релиз: 16 февраля 2015 - Лейбл: Spectrum Music - Formats: CD, digital download |
| Misfits: The Mercury Years 1986–1990 | - Релиз: 21 сентября 2018 - Лейбл: Caroline - Formats: 4xCD box set              |

#### Видеоальбомы
| Название                    | Подробности об альбоме                                          |
| --------------------------- | --------------------------------------------------------------- |
| Running the Distance        | - Релиз: 1988 - Лейбл: PolyGram Music Video - Формат: VHS, CD-V |
| Live from the Camden Palace | - Релиз: Апрель 2013 - Лейбл: The Store for Music - Формат: DVD |

### Синглы
| Название                                                                                  | Год  | Пиковые позиции в чартах | Пиковые позиции в чартах | Пиковые позиции в чартах | Пиковые позиции в чартах | Пиковые позиции в чартах | Пиковые позиции в чартах | Пиковые позиции в чартах | Пиковые позиции в чартах | Пиковые позиции в чартах | Пиковые позиции в чартах | Альбом                                           |
| Название                                                                                  | Год  | UK                       | AUS                      | BE (FL)                  | GER                      | IRE                      | IT                       | NL                       | NZ                       | SWI                      | US                       | Альбом                                           |
| ----------------------------------------------------------------------------------------- | ---- | ------------------------ | ------------------------ | ------------------------ | ------------------------ | ------------------------ | ------------------------ | ------------------------ | ------------------------ | ------------------------ | ------------------------ | ------------------------------------------------ |
| "Misfit"                                                                                  | 1986 | 76                       | —                        | —                        | —                        | —                        | —                        | —                        | —                        | —                        | —                        | Keep Your Distance                               |
| "Down to Earth"                                                                           | 1986 | 3                        | 88                       | 24                       | 32                       | 5                        | —                        | 14                       | 13                       | —                        | —                        | Keep Your Distance                               |
| "Ordinary Day"                                                                            | 1987 | 11                       | —                        | —                        | —                        | 13                       | 9                        | 31                       | 42                       | 24                       | —                        | Keep Your Distance                               |
| "Misfit" (re-release)                                                                     | 1987 | 7                        | 97                       | —                        | 53                       | 8                        | 16                       | 48                       | —                        | —                        | 42                       | Keep Your Distance                               |
| "Free"                                                                                    | 1987 | 56                       | —                        | —                        | —                        | 26                       | —                        | —                        | —                        | —                        | —                        | Keep Your Distance                               |
| "Name and Number"                                                                         | 1989 | 14                       | 131                      | —                        | —                        | 16                       | 13                       | 31                       | —                        | —                        | —                        | Getahead                                         |
| "First Place"                                                                             | 1989 | 86                       | —                        | —                        | —                        | —                        | —                        | —                        | —                        | —                        | —                        | Getahead                                         |
| "Hang On in There Baby" (as Curiosity)                                                    | 1992 | 3                        | —                        | 38                       | 42                       | 10                       | 23                       | —                        | —                        | —                        | —                        | Back to Front                                    |
| "I Need Your Lovin'" (as Curiosity)                                                       | 1992 | 47                       | —                        | —                        | 55                       | —                        | —                        | —                        | —                        | —                        | —                        | Back to Front                                    |
| "Work It Out" (as Curiosity)                                                              | 1993 | —                        | —                        | —                        | —                        | —                        | —                        | —                        | —                        | —                        | —                        | Back to Front                                    |
| "Gimme the Sunshine" (as Curiosity)                                                       | 1993 | 73                       | —                        | —                        | —                        | —                        | —                        | —                        | —                        | —                        | —                        | Back to Front                                    |
| "Long Train Runnin'                                                                       | 2015 | —                        | —                        | —                        | —                        | —                        | —                        | —                        | —                        | —                        | —                        | 80's Re:Covered – Your Songs with the 80's Sound |
| "—" обозначает релизы, которые не попали в чарты или не были выпущены на этой территории. |      |                          |                          |                          |                          |                          |                          |                          |                          |                          |                          |                                                  |